# Kosi (Zypern)
Kosi, auch Kochi oder Goşşi (griechisch Κόση, türkisch Goşşi oder Üçşehitler) ist eine Gemeinde und ein ehemaliger Ort im Bezirk Larnaka in Zypern. Bei der Volkszählung im Jahr 2021 hatte der Ort keine Einwohner.

## Lage

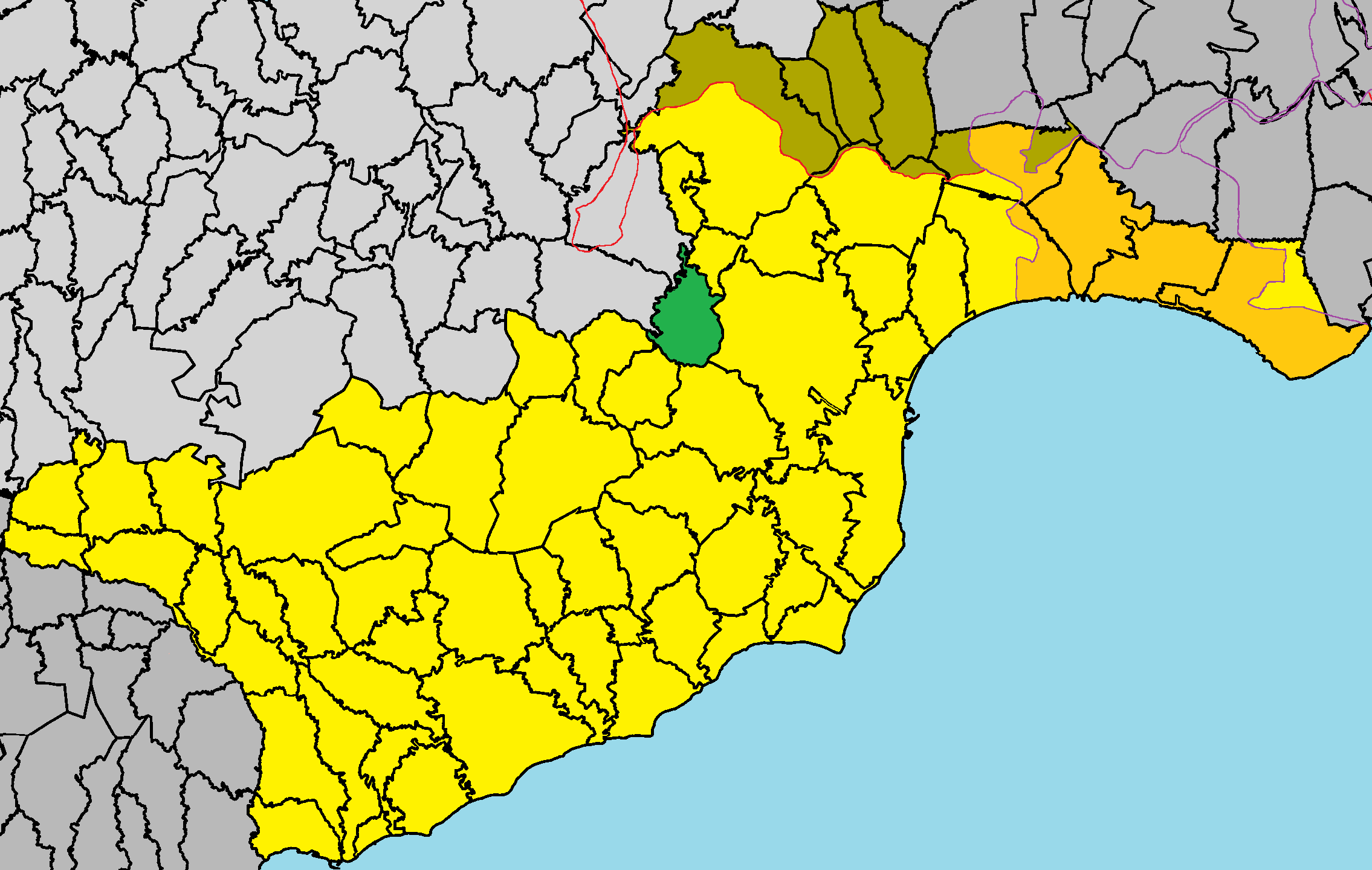
Lage der Gemeinde im Bezirk Larnaka

Kosi liegt in der südöstlichen Mitte der Insel Zypern auf 193 Metern Höhe, etwa 25 km südöstlich der Hauptstadt Nikosia, 10 km nordwestlich von Larnaka und 51 km nordöstlich von Limassol.
Der Ort liegt im Inselinneren östlich des Troodos-Gebirges. Nördlich beginnt die Pufferzone zur Türkischen Republik Nordzypern. Durch das Gemeindegebiet verläuft die Autobahn 2 sowie die B2 von Larnaka zur A1 beziehungsweise zur B1.
Orte in der Umgebung sind Petrofani im Norden, Avdellero im Nordosten, Aradippou im Osten, die Stadt Larnaka weiter im Südosten, Kalo Chorio im Süden, Agia Anna und Psevdas im Südwesten sowie Lympia im Nordwesten.

## Bevölkerungsentwicklung
Die Einwohner von Goşşi, wie der Ort auf Türkisch genannt wird, bestanden fast ausschließlich aus Zyperntürken. Nach den Auseinandersetzungen 1963 nahm das Dorf zahlreiche türkischstämmige Bewohner des Dorfes Potamia auf. Nach dem Zypernkonflikt 1974 floh fast die gesamte Bevölkerung nach Exometochi in den Nordteil der Insel. Obwohl seit den 1970er-Jahren keine Einwohner mehr gezählt wurden, hat Kosi weiterhin den Status einer Landgemeinde.
| Jahr                          | 1831 | 1891 | 1901 | 1911 | 1921 | 1931 | 1946 | 1960 | 1973 | 1976 | 1982 | 2001 | 2011 | 2021 |
| Einwohner                     | 7    | 77   | 82   | 95   | 118  | 111  | 150  | 167  | 244  | –    | –    | –    | –    | –    |
| davon türkischstämmig         | 7    | 76   | 79   | 94   | 118  | 109  | 149  | 167  | 244  | –    | –    | –    | –    | –    |
| Quelle: 1831–2001, 2011, 2021 |      |      |      |      |      |      |      |      |      |      |      |      |      |      |